# 李嵩 (萬曆進士)
李嵩（1578年—1640年），字二室，號祝垣，山西平陽府蒲州榮河縣人，軍籍，明朝政治人物。

## 生平
萬曆三十一年（1603年）癸卯科山西鄉試第三十三名舉人，三十二年（1604年）聯捷甲辰科會試第二百二十七名，三甲第七十三名進士。吏部觀政，授行人司行人，丁憂，四十三年（1615年）補廣東道御史、巡按四關，四十四年（1616年）改巡按應天。天啟元年（1621年）復除山東道御史，二年（1622年）升湖廣按察司副使、兵備施歸。五年（1625年）八月升太僕寺少卿，十二月遷都察院右僉都御史、巡撫登萊，七年（1627年）五月升南京戶部右侍郎兼右僉都御史總督糧儲，崇禎元年（1628年）三月養病免官。

## 家族
曾祖李瓚；祖父李棟，歲貢、縣主簿；父李當可，廩生。母王氏；继母王氏。严侍下。弟岩、岑、峩。娶薛氏，繼娶孫氏。

## 引用
1. ↑  《万历三十二年甲辰科进士登科録》：貫山西平阳府蒲州榮河縣軍籍，縣學生。治書经，字二室，行一，年二十八，五月十五日生。
2. ↑  《万历三十二年甲辰科进士履历便览》：李嵩，祝垣，书二，戊寅五月十五日生，荣河县人，癸卯三十三，会二百二十七，三甲七十三，吏部政，本年授行人，庚戌考选，丁忧，乙卯补广东道，巡按四关，丙辰应天巡按，辛酉九月复除山东道，壬戌二月升湖广副使，乙丑掌河南道，升太仆寺少卿，本年升右佥都御史巡抚登莱，丁卯加三品俸，升南户部右侍郎，戊辰养病，己巳为民。曾祖瓒；祖栋，岁贡、主簿；父当可，廪生。
3. ↑  天启元年九月，复除御史曾陈易江西道、李嵩山东道。
4. ↑  天启五年八月乙巳，升刑科都给事中周之纲为太常寺少卿、山东道御史李嵩、河南道御史谢文锦俱太仆寺少卿各添注；起升原任吏部文选司郎中金世俊为太常寺少卿添注。
5. ↑  天启五年十二月，太僕寺少卿李嵩為都察院右僉都御史巡撫登萊。
6. ↑  天启七年五月，升巡抚登莱李嵩为南京户部右侍郎兼右佥都御史总督粮储。
7. ↑  崇禎元年三月，南戶部侍郎李嵩免。